# Arminta Saladžienė

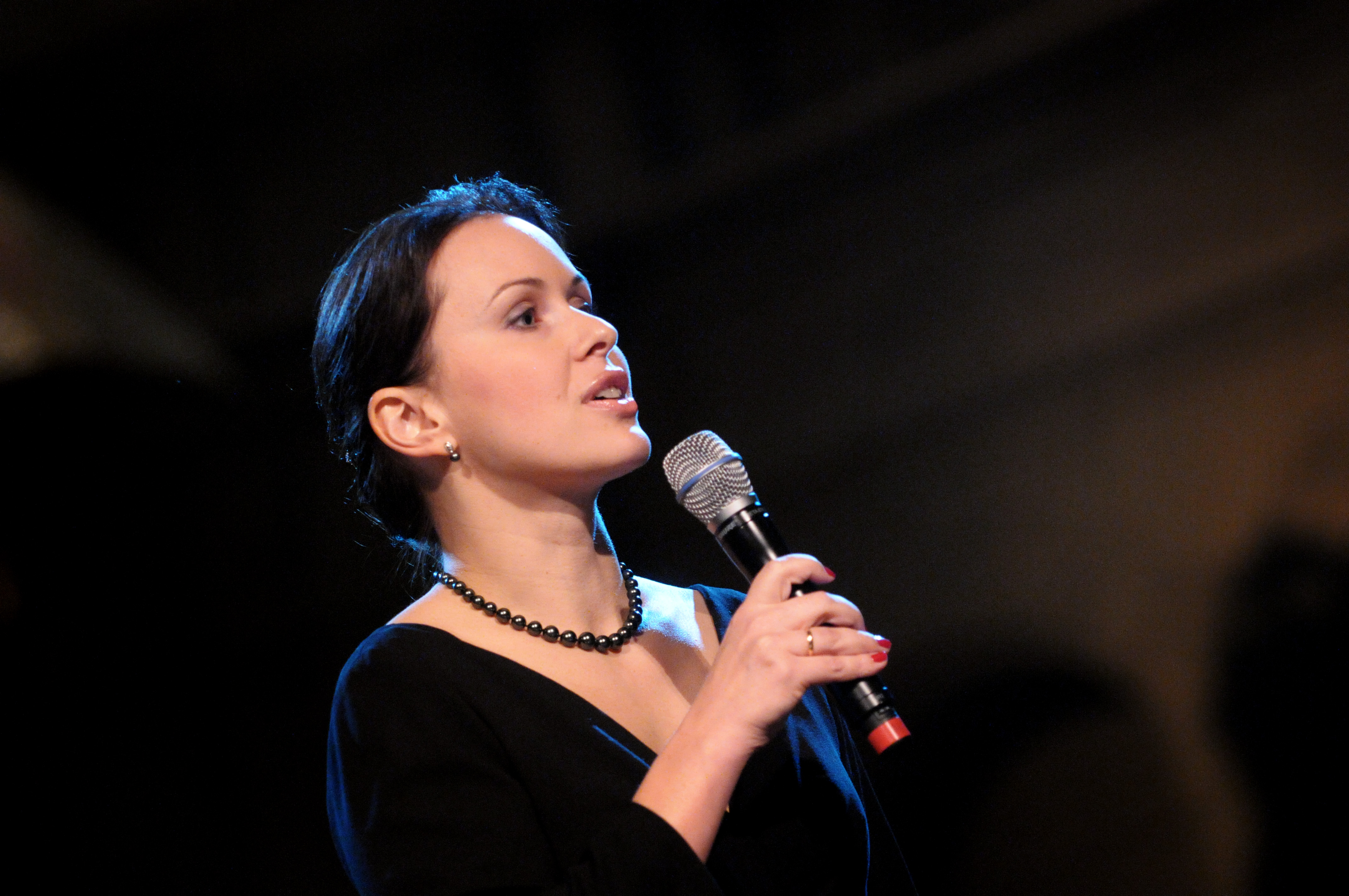
Arminta Saladžienė

Arminta Saladžienė, född 1974 i Litauen, är en affärskvinna och aktiemarknadsexpert. Saladžienė har bland annat lett implementeringen av OMX:s handelsplattform samt andra  transnationella utvecklingsprojekt på den baltiska marknaden. Hon rankades på andra plats i Nordic Bussiness Forums lista över framgångsrika litauiska affärskvinnor 2015. 
Förutom att vara VD för NASDAQ Baltic är Saladžienė styrelseordförande i Vilnius (Litauen) lokala aktiemarknad. Saladžienės engagemang för kvinnor i affärslivet har resulterat i att hon har bidragit till inrättningen av den ideella organisationen Baltic Institute for Corporate Governance. Därutöver har hon skrivit förordet i den litauiska utgåvan av Nell Scovell och Sheryl Sandbergs bok Lean In.